# Ferdinando Maberini
Don Ferdinando Maberini (Ortonovo, 25 luglio 1886 – Sarzana, 14 maggio 1956) è stato un compositore italiano di musica sacra.

## Biografia
Ordinato sacerdote, compose i suoi primi lavori per eseguirli all'organo della Chiesa dove svolgeva la funzione di Cappellano.
Conseguì il diploma di magistero in canto gregoriano e Sacra Composizione presso la Pontificia Scuola Superiore di Musica Sacra a Roma.
Dopo un periodo trascorso in Cina (dove occupò la cattedra di insegnamento nel seminario di Macao) e negli Stati Uniti d'America, nel 1931 rientrò in Italia dove insegnò musica nel Seminario Maggiore di Fano e presso il Seminario di Sarzana.
Scrisse 71 composizioni sacre, strumentali e corali.
| Controllo di autorità | VIAF (EN) 165921069 · ISNI (EN) 0000 0001 1356 5658 · SBN LIAV090597 · BAV 495/324570 |